# NBA 2K10
NBA 2K10 är ett NBA-basketspel utvecklat av Visual Concepts och utgivet av 2K Sports. Spelet släpptes den 6 oktober 2009 till Xbox 360, Playstation 2, Playstation 3 och PSP, och den 12 oktober samma år till PC. Spelet släpptes även till Wii den 9 november i Nordamerika. Spelet släpptes i Europa den 27 november. Kobe Bryant pryder spelomslaget. Spelet var det första i NBA 2K-serien till PSP och Wii, och det första i samma serie till en Nintendokonsol sedan NBA 2K3, vilket släpptes till Nintendo Gamecube. Wii-versionen är främst en portering av Xbox 360- och PS3-versionerna, medan PSP-versionen främst är en portering av PS2-versionen, utan möjligheterna till onlinespel.

## Soundtrack
Den 9 augusti 2009 meddelades vilken music som skulle få vara med i spelet.
| - Ace Hood - Top of the World - Adam Tensta - My Cool - Akala - The Edge - Al Kapone - Rock This - Chali 2na - Lock it Down (Instrumental) - Chali 2na – International (feat. Beenie Man) - Donnie Bravo - Run Away - Duo Live - Shootin - Flo Rida - ROOTS - Fujiya and Miyagi - Sore Thumb - Iglu & Hartly - In this City - Illinois - Hang On - Izza Kizza - They’re Everywhere - K’naan - Wavin' Flag - Kanye West - Amazing | - Kenan Bell - Like This - Matisyahu - One Day - Metric - Help I'm Alive - Metronomy - Radio Ladio - MGMT - Electric Feel - Miike Snow - Black & Blue - Naïve New Beaters - Can’t Choose - Ratatat - Falcon Jab - Ratatat - Mirando - Santigold - Unstoppable - Saul Williams - List of Demands (Reparations) - Sportsrushaz - Iron - The Game - Champion (Exclusive and original track) - The Moog - Joyclad Armies - Vincent Van Go Go - Do You Know |

### Fotnoter
1. ↑  ”Kobe Bryant lands NBA 2K10 cover” (på engelska). 3 News. 9 juni 2009. Arkiverad från originalet den 21 maj 2014. https://web.archive.org/web/20140521235631/http://www.3news.co.nz/Kobe-Bryant-lands-NBA-2K10-cover/tabid/418/articleID/107845/Default.aspx. Läst 21 maj 2014.